# Parellisina suluensis
Parellisina suluensis is een mosdiertjessoort uit de familie van de Calloporidae. De wetenschappelijke naam van de soort is voor het eerst geldig gepubliceerd in 1949 door Osburn.